# Franz Böckli
Franz Böckli (15 marzo 1858 – 14 febbraio 1937) è stato un tiratore a segno svizzero.

## Carriera
Partecipò ai Giochi della II Olimpiade di Parigi nel 1900 dove vinse una medaglia d'oro nella prova di carabina militare a squadre.
Böckli prese parte diverse volte ai Campionati mondiali di tiro, vincendo tre medaglie d'oro e una medaglia di bronzo.

## Palmarès
| Anno | Manifestazione | Sede   | Evento                                    | Risultato |
| ---- | -------------- | ------ | ----------------------------------------- | --------- |
| 1899 | Mondiali       | L'Aia  | Carabina militare, 300 metri a squadre    | Oro       |
| 1899 | Mondiali       | L'Aia  | Carabina militare, 300 metri, proni       | Oro       |
| 1899 | Mondiali       | L'Aia  | Carabina militare, 300 metri, 3 posizioni | Bronzo    |
| 1900 | Olimpiadi      | Parigi | Carabina militare a squadre               | Oro       |
| 1900 | Mondiali       | Parigi | Carabina militare a squadre               | Oro       |